# Burgena euxantha
Burgena euxantha är en fjärilsart som beskrevs av Jordan 1912. Burgena euxantha ingår i släktet Burgena och familjen nattflyn. Inga underarter finns listade i Catalogue of Life.